# دانشگاه فنی برلین
دانشگاه فنی برلین (به آلمانی: Technische Universität Berlin) یا ت‌او برلین (TU Berlin) یک دانشگاه تحقیقاتی دولتی در شهر برلین واقع در شرق آلمان است که در سال ۱۸۸۴ میلادی طبق نقشه‌های ریشارد لوکائه (Richard Lucae) ساخته شد. ساختمان اصلی این دانشگاه در محلهٔ شارلوتنبورگ (Charlottenburg) واقع شده‌است و حدود ۳۵۰۰۰ دانشجو در این دانشگاه مشغول تحصیل می‌باشند. این دانشگاه عضو TU ۹ که در آن ۹ دانشگاه صنعتی و بزرگ آلمان مشارکت دارند، می‌باشد. با اختصاص دادن حدود %۲۰ ظرفیت دانشگاه به دانشجویان خارجی، پذیرش بین‌المللی دانشجوی آن در میان دانشگاه‌های آلمان از همه بیشتر می‌باشد. هیئت علمی دانشگاه دارای ۸ عضو برندهٔ جایزهٔ نوبل می‌باشد.

## تاریخچه
هستهٔ اصلی دانشگاه امروزی بر مبنای دستورها فریدریش دوم در تاریخ ۱ نوامبر ۱۷۷۰ پایه‌ریزی شد. مؤسسهٔ آموزشی کوه و معدن‌شناسی که بعدها به برگ آکادمی برلین (Bergakademie Berlin) تغییرنام یافت، با طرح‌های کارل آبراهام گرهارد (۱۷۳۸–۱۸۲۱) تأسیس شد.

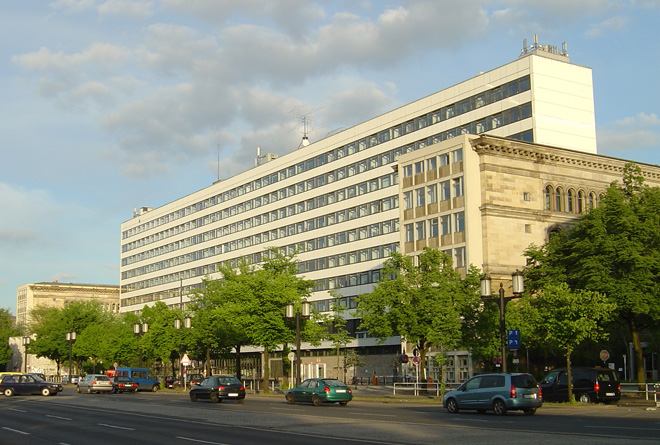
ساختمان اصلی دانشگاه